# Jean Roubier
Pour les articles homonymes, voir Roubier.
Jean Roubier est un photographe français (1896-1981). De 1930 à 1980, il réunit une collection estimée à 100 000 photographies prises dans toute l'Europe.

## Biographie
Né à Paris le 15 avril 1896, Jean Roubier est grièvement blessé pendant la Première Guerre mondiale. À 34 ans, il installe un studio de portraits et débute dans le métier de photographe-illustrateur. Il ne s'interrompt qu'en 1939 pour repartir comme capitaine dans la ligne Maginot. En 1940, il est blessé et fait prisonnier. Démobilisé en octobre 1940, il reprend le portrait et refuse de collaborer dans les journaux sous l'Occupation. Il participe alors à la Résistance en reproduisant clandestinement des plans et des dossiers. À la Libération, Jean Roubier sort avec quelques journalistes le premier journal libre au siège de France-Soir, Combat. Il est chargé par le M.L.N. de mettre en place une nouvelle organisation professionnelle de la photographie. Après la guerre et jusqu'en 1970, il poursuit une intense activité avec les plus grands éditeurs européens spécialisés dans le livre d'art. Inlassablement, il alterne campagnes photographiques dans toute l'Europe et participe à la publication d'ouvrages de très grande qualité.

## Collections, expositions
Archéologie antique, celtique, romane gothique : monuments, sculptures et sites ; (pays concernés : France, Belgique, Luxembourg, Hollande, Italie, Suisse, Espagne, Andorre, Allemagne, Autriche, Grèce, Angleterre, Irlande)
Natures mortes & paysages ; architecture contemporaine des années 1930, médailles, cérémonies religieuses,
Portraits de personnalités des années 1930, reportages sur les métiers, scènes de la Libération de Paris, les destructions de la guerre, etc.

## Publications
- Georges Duhamel, L'Humaniste et l'Automate, 32 photographies de Jean Roubier, Paris, éditions Paul Hartmann, 1933[2].
- Léo Larguier, Saint-Germain-des-Prés, 8 photographies et des bois gravés par Georges Tcherkessof, Paris, Plon, 1938.
- Maurice Paillon, Alpes de France - I - La Savoie, illustrations en couleur par Albert Doran, photographies de Jean Roubier, Éditions Alpina, Paris, 1938.
- Notre-Dame de Paris, introduction de Jean Verrier, photographies de Jean Roubier, Paris, Alpina (collection : Encyclopédie Alpina illustrée), 1939[3].
- Collection L'art français dans la guerre, photographies de Jean Roubier, éditions Arthème Fayard, 1946 :
  - Caen, préface de Louis Réau.
  - Rouen, préface de Marcel Aubert.
  - L'Alsace, préface de Maurice Betz.
- Collection Charme de la France, éditions M.J. Challamel, Photographies de Jean Roubier :
  - Le Lac d'Annecy, 1948.
  - Vézelay, préface de Paul Claudel, 1952.
  - Châteaux de la Loire, 1947.
  - La vie du Christ dans la sculpture française, 1948.
  - La Côte d'Azur, 1949.
  - Chartres, 1950.
  - Alsace, 1952.
- Léo Larguier, Petits loyers et tours d'ivoire, photographies de Jean Roubier, Éditions Le Bateau Ivre, 1947.
- Reims, Charles Sarazin, photographies de Jean Roubier, éditions Alpina, 1950.
- Splendeurs gothiques en France, Marcel Pobé, photographies de Jean Roubier, 1960.